# Georg John
Georg John, nato Georg Jacobsohn (Śmigiel, 23 luglio 1879 – Łódź, 18 novembre 1941), è stato un attore tedesco.
È stato assassinato dai nazisti nel ghetto di Łódź nel 1941.

## Filmografia parziale
- Peer Gynt, regia di Victor Barnowsky (1919)
- Il dottor Mabuse (Dr. Mabuse, der Spieler), regia di Fritz Lang (1922)
- Der steinerne Reiter, regia di Fritz Wendhausen (1923)
- I Nibelunghi: La vendetta di Crimilde (Die Nibelungen: Kriemhilds Rache), regia di Fritz Lang (1924)
- M - Il mostro di Düsseldorf (M - Eine Stadt sucht einen Mörder), regia di Fritz Lang (1931)
- Danton, regia di Hans Behrendt (1931)